# Футбол в Руанде
Футбол в Руанде управляется Руандийской федерацией футбола. Эта федерация занимается организацией и развитием футбола в стране. В ее компетенцию входит управление национальной футбольной сборной Руанды, а также организация и проведение Премьер-лиги Руанды, главного национального чемпионата.
Футбол является одним из наиболее популярным видом спорта в Руанде и имеет огромную популярность среди населения. Федерация футбола активно работает по привлечению и поддержке молодых талантливых игроков, организации футбольных соревнований на различных уровнях и развитию инфраструктуры для футбольных мероприятий.

## Национальная команда
Сборная Руанды исторически являлась одной из наименее конкурентоспособных команд в африканском футболе. В различные моменты они предпринимали попытки квалифицироваться на Кубок африканских наций, однако только в одном случае им удалось достичь этой цели — в 2004 году. Несмотря на то, что Руанда выбыла из турнира на групповом этапе, команде удалось одержать победу над бывшими чемпионами, Демократической Республикой Конго, и сыграть вничью с Гвинеей. Этот успех в 2004 году был значимым для футбола в Руанде и подтвердил потенциал команды в достижении определенных результатов в африканских соревнованиях.
Сборная Руанды также активно участвует в региональном турнире — Кубке КЕСАФА, где соревнуются только национальные сборные стран Восточной и Центральной Африки. Единственный международный успех, достигнутый Руандой, пришелся именно на этот турнир. В финале национальная сборная «Б» Руанды одержала победу над командой Кении. В то же время, основная национальная сборная Руанды, также участвовавшая в турнире и заняла третье место.

## Чемпионат африканских наций 2016
В результате успешной организации Чемпионата Африки до 17 лет в 2011 году, Руанда выразила заинтересованность в проведении более престижных мероприятий, включая Кубок африканских наций и даже Чемпионат мира ФИФА до 17 лет. Тогдашний министр спорта Руанды, Хосе Хабинеза, отметил, что Африканская конфедерация футбола осталась довольна недавней организацией Чемпионата Африки до 17 лет, который завершился 22 января 2011 года.
На заседании исполнительного комитета КАФ, которое состоялось 29 января 2011 года в Лубумбаши перед матчем за Суперкубок КАФ 2011 года, Руандийская федерация футбола представила свою кандидатуру на проведение Чемпионата африканских наций 2016 года. Руанда успешно получила право на организацию этого престижного турнира. Это было историческим событием для Руанды, поскольку впервые стране удалось провести такой крупный футбольный турнир КАФ среди взрослых команд. Ранее Руанда уже организовывала молодежные турниры — Чемпионат Африки 2009 года и Чемпионат Африки 2011, где сборной впервые удалось пройти квалификацию на Чемпионат мира по футболу 2011 года среди игроков до 17 лет.
Чемпионат африканских наций 2016 года в Руанде прошел при полной поддержке правительства, которое активно поддерживает и развивает различные спортивные программы в стране.Чемпионат был разыгран с 16 января по 7 февраля 2016 года.
Во второй своем участии на Чемпионате африканских наций, предыдущее участие Руанды на Чемпионате африканских наций было в 2011 году, где они не смогли преодолеть групповой этап турнира. В 2016 году Руанда продемонстрировала значительный прогресс, сумев занять первое место в своей группе и выйти в четвертьфинал. Однако, сборная не смогла продвинуться дальше четвертьфинала, потерпев поражение от сборной Демократической Республики Конго со счетом 2:1. Хотя Руанда покинула турнир в четвертьфинале, их выступление подтвердило способности и потенциал в африканском футболе. В дальнейшем Руанда участвовала в 2018 и 2020 годах, в 2022 году квалификацию не прошли.

## Клубный футбол
Главным клубным соревнованием в Руанде является Премьер-лига, в которой соревнуются лучшие клубы страны. В числе этих клубов особо выделяется «АПР», считающийся самым успешным, поскольку он сумел завоевать 20 титулов, последний из которых в сезоне 2021/22. Кубок Руанды, в свою очередь, является главным турниром в стране, проводимым по системе выбывания. В этом турнире клуб «АПР» доминирует, став обладателем 13-и титулов, превысивших количество побед любого другого клуба, ближайшая к ним команда — «Район Спорт», с 10-ю титулами.
В международных соревнованиях руандийские команды демонстрировали определенный успех в региональном турнире — Клубном Кубке КЕСАФА. В 1998 году «Район Спорт» стал обладателем этого титула, в то время как «АПР» побеждал в 2005, 2007 и 2010 годах, а АТРАКО в 2009 году.
Также в Руанде существует женский чемпионат, который был основан в 2008 году и существует за счёт финансовой поддержки ФИФА. Этот турнир способствует развитию женского футбола в стране. В сезоне 2021/22 в чемпионате приняло участие восемь команд.

## Футбольные стадионы в Руанде
| Кигали              | Кигали Бутаре Гисеньи | Кигали              |
| ------------------- | --------------------- | ------------------- |
| Амаоро              | Кигали Бутаре Гисеньи | Ньямирамбо          |
| Вместимость: 30,000 | Кигали Бутаре Гисеньи | Вместимость: 22,000 |
|                     | Кигали Бутаре Гисеньи |                     |
| Бутаре              | Кигали Бутаре Гисеньи | Гисеньи             |
| Стад Юи             | Кигали Бутаре Гисеньи | Умуганда            |
| Вместимость: 20,000 | Кигали Бутаре Гисеньи | Вместимость: 5,300  |
|                     | Кигали Бутаре Гисеньи |                     |